# Донховка
Донхо́вка — река в Московской и Тверской областях России, правый приток Волги.
Берёт начало у села Борщёво городского округа Клин, впадает в Иваньковское водохранилище у города Конаково. На реке стоят деревни Марьино, Дубровки, Сорокопенино, Заречье и село Селихово.
Длина — 27 км (по другим данным — около 30 км), площадь водосборного бассейна — 158 км². Равнинного типа. Питание преимущественно снеговое. Донховка обычно замерзает в середине ноября, вскрывается в середине апреля.
В верхнем и среднем течении берега Донховки заросли живописными глухими лесами. Верховья реки заболочены и спрямлены каналом. Осушительная канава соединяет истоки Донховки с верховьями реки Ведомы. В нижнем течении берега сильно застроены, обезлесены и распаханы. Ниже села Селихово реку пересекают несколько плотин и низких мостов.
По данным государственного водного реестра России, относится к Верхневолжскому бассейновому округу. Речной бассейн — (Верхняя) Волга до Куйбышевского водохранилища (без бассейна Оки), речной подбассейн — бассейны притоков (Верхней) Волги до Рыбинского водохранилища, водохозяйственный участок реки — Волга от города Твери до Иваньковского гидроузла (Иваньковское водохранилище).